# Sandford (Devon)
Sandford – wieś w Anglii, w hrabstwie Devon, w dystrykcie Mid Devon. Leży 14 km na północny zachód od miasta Exeter i 259 km na zachód od Londynu. W 2001 miejscowość liczyła 3280 mieszkańców.